# اوجاك (دابوي الجنوبي)
اوجاك (بالفارسية: اوجاک) هي قرية تقع في إيران في قسم دابوي الجنوبی الريفي. يقدر عدد سكانها بـ 702 نسمة بحسب إحصاء 2016.